# Machérie Ekwa Bahango
Machérie Ekwa Bahango (Kisangani, 1993) es una cineasta congoleña. Su primer largometraje, Maki'la, se estrenó en la Berlinale 2018. En la película Sema presenta la situación de los derechos de las mujeres y denuncia la violencia sexual. En 2020 ganó el premio «Mejor película internacional» en el Festival de Cine Independiente de DC en Washington.

## Biografía
Machérie Ekwa Bahango nació en Kisangani. Se licenció en derecho en la Universidad Protestante del Congo. Como estudiante participó en talleres de guion y producción cinematográfica.
En 2014, fue contratada por la productora de cine congoleña Labson Bizizi Ciné-Kongo como directora de producción y entrevistadora.
En 2016 fue guionista de la serie de televisión en francés Nakisa: Lobi mokola ya sika  producida por la ONG estadounidense Search for Common Ground, Ndakisa se emitió en la televisión nacional congoleña.
En 2017 tradujo para Alain Gomis el guion de su película Félicité de 2017 a su lengua materna, el lingala.
También en 2017 fue invitada al Festival de Cine de Cannes para participar en una mesa redonda a cargo de la OIF y el Institut Français. A finales de 2017 fue invitada para participar en el Festival Internacional de Cine de Berlín en la Berlinale Talents.
Su primer largometraje, Mak'ila, trata sobre una huérfana obligada a valerse por sí misma en las calles de Kinshasa. Estuvo estancada en la posproducción por falta de fondos hasta que Alain Modot, de la Distribución Internacional de Cine y Ficción de África (DIFFA), consiguió el respaldo de Orange Studio en París. Mak'ila le valió el premio Golden Screen en el festival de cine Ecrans Noirs de 2018.
En Zaïria (2019) su segundo largometraje, contó la historia de una familia durante la segunda guerra del Congo. Sin embargo, debido a la pandemia mundial de COVID-19, todos sus proyectos se detuvieron y los contactos con algunos socios de producción se desvanecieron.
Boyoma es un documental sobre la sangrienta guerra de los seis días que se vivió en 2000 el Kisangani. Machérie tenía 8 años cuando ocurrió.
En 2020 se estrenó la película Sema de 48 minutos. Se basó en una idea de Denis Mukwege, ganador del Premio Nobel de la Paz en 2018.
En 2022 estuvo entre las 20 candidaturas preseleccionadas por Netflix y la UNESCO para participar en el concurso de cortometrajes 'African Folktales, Reimagined'.

## Filmografía
- Maki'la (2017) directora y guionista[19]
- Zaire directora y guionista
- Sema (Hablar) (2019) directora[20]
- Boyoma documental[21]

## Premios y reconocimientos
- 2018: Premio Golden Screen en Ecrans Noirs Film Festival.[22]
- 2018: Special Mention en el Carthage Film Festival[23]